# Dorstenia conceptionis
Dorstenia conceptionis é uma espécie de planta do gênero Dorstenia e da família Moraceae. 

## Taxonomia
A espécie foi descrita em 1974 por Jorge Pedro Pereira Carauta. 

## Forma de vida
É uma espécie terrícola e herbácea. 

## Descrição
Ervas, caules (geralmente) subterrâneos, 3-5 milímetros de de espessura, hirsutos a hirtelos, freqüentemente com tricomas retos; entrenós curtos. Ela tem folhas espiraladas, subrosuladas; lâmina elíptica a oblonga de 9-13 x 4,5-6,5 centímetros, subcoriácea; ápice obtuso; base cordada; margem subinteira a repanda; face adaxial glabra; face abaxial pubérula a hirtela, face abaxial da nervura principal hirsuta; nervação pinada; nervuras secundárias 6-7 pares,  claramente ligados em alça; nervuras terciárias subescalariformes a reticuladas; pecíolo 3-18 centímetros de comprimento, hirsuto com tricomas retos; estípulas ovadas, 0,5-1 centímetros de comprimento, uninérveas, agudas, hirtelas, freqüentemente com tricomas retos. 
Cenantos com pelo menos a margem do receptáculo arroxeada; pedúnculo 2,5-3 centímetros de comprimento, hirsuto; receptáculo ligado pela região central, discóide, com contorno orbicular, com cerca de 2 centímetros de diâmetro ; face externa do cenanto hirtelo, margem inteira, franja com cerca de 3 milímetros larg.; brácteas em 1-2 fileiras sobre e abaixo da margem, apressas ou algumas das submarginais ± radiando, triangulares a ovadas, até 2 milímetros de comprimento, pubérulas a hirtelas; flores estaminadas por entre as pistiladas; tépalas 2; estames 2; filetes mais longos do que o perianto; estigmas não analisados.   
| Caule                | Caule               |
| -------------------- | ------------------- |
| caule do tipo        | aéreo flexuoso      |
| indumento caulinar   | híspido             |
| entrenó              | curto               |
| estípula             | triangular coriácea |
| estípula nervação    | uninérvea           |
| Folha                |                     |
| pecíolo              | alongado            |
| lâmina foliar        | elíptica/ovada      |
| base                 | cordada/auriculada  |
| margem               | inteira             |
| ápice                | agudo               |
| Inflorescência       |                     |
| cenanto externamente | verde               |
| pedúnculo            | alongado            |
| receptáculo          | circular            |
| margem               | bracteada           |
| franja               | não distinta        |
| Flor                 |                     |
| cor                  | verde               |
| estaminada           | entre às pistilada  |
| estame               | alvo                |

## Conservação
A espécie faz parte da Lista Vermelha das espécies ameaçadas do estado do Espírito Santo, no sudeste do Brasil. A lista foi publicada em 13 de junho de 2005 por intermédio do decreto estadual nº 1.499-R. 

## Distribuição
A espécie é encontrada no estado brasileiro de Espírito Santo. 
A espécie é encontrada no domínio fitogeográfico de Mata Atlântica, em regiões com vegetação de floresta ombrófila pluvial.